# Так жить нельзя
«Так жить нельзя́» — советско-западногерманский документально-публицистический фильм режиссёра Станислава Говорухина, снятый в 1990 году.
Фильм стал началом публицистической кинотрилогии Станислава Говорухина о России: в 1992 году вышла вторая часть — «Россия, которую мы потеряли», в 1994 году третья — «Великая криминальная революция».

## История
Съёмки картины проходили в Березниках, родном городе Говорухина, а также в Ленинграде, Нью-Йорке, Гамбурге, Берлине и Баку. 
23 октября 1989 года в Чувашской АССР завершила свою работу съёмочная группа фильма «Так жить нельзя» под руководством Станислава Говорухина.
12 октября 1991 года фильм "Так жить нельзя" был впервые показан на Центральном телевидении (по Первой программе)

## Сюжет
В документальном фильме «Так жить нельзя» режиссер рассматривает проблемы советской действительности в позднеперестроечный период: нищета, пороки общества, рост преступности и кризис государственной системы.

### Список частей фильма
- Часть первая. «Что такое преступность?» — Советская милиция и международный опыт борьбы с преступностью.
- Часть вторая. «Преступники у власти». — Опыт исследования преступности.
- Часть третья. «Так жить нельзя».
- Часть четвёртая. «Фронтовые заметки». — Репортаж с переднего края.
- Выпавшая глава. «Уроки берлинской стены».

## Награды и премии
- 1991 — лауреат IV российской кинематографической премии «Ника» за 1990 год в трёх категориях:
  - «Лучший документальный фильм» — Станислав Говорухин;
  - «Лучшая режиссёрская работа» — Станислав Говорухин;
  - «Лучшая сценарная работа» — Станислав Говорухин.

## Факты и критика
- В фильме использованы увертюра «Кориолан» Людвига ван Бетховена и песни Владимира Высоцкого.
- Сергей Станкевич вспоминал, что фильм сыграл определённую роль в избрании Бориса Ельцина председателем Верховного Совета РСФСР в мае 1990 года[1].
- Станислав Говорухин о своём фильме, 20 лет спустя, на юбилейном показе по ТВ: "Я совершил очень низкий поступок, сняв вот эту картину, от которой многие из вас в бешеном восторге."[2]
- С.Г. Кара-Мурза отмечал, что фильм «Так жить нельзя» нанес советскому строю сокрушительный удар[3], а поздние извинения Говорухина выглядят неубедительно[4].